# Verzorgingsplaats Arda
De Verzorgingsplaats Arda is een verzorgingsplaats in Italië langs de A1 tussen Milaan en Bologna.
De verzorgingsplaats is geopend op 29 december 1959 en is het eerste brugrestaurant in Europa. Architect Bianchetti had al meerdere wegrestaurants ontworpen voor de Italiaanse keten Pavesi, toen hij tijdens een bezoek aan de Verenigde Staten op het idee van het brugrestaurant stuitte. Bianchetti nam het idee mee naar Europa en realiseerde in iets meer dan een half jaar het brugrestaurant over de eerste naoorlogse Italiaanse snelweg, dat uiteraard door Pavesi werd geëxploiteerd. De ingangsgebouwen van gewapend beton dienden tevens als pijlers voor de overspanning in staalskeletbouw. Na dit voorbeeld werd het brugrestaurant op meerdere plaatsen in Italië toegepast en verspreidde het idee zich over de rest van Europa en later ook daar buiten.
Pavesi is onderdeel van de keten Autogrill geworden. 